# Župnija Sela pri Šumberku
Župnija Sela pri Šumberku je rimskokatoliška teritorialna župnija Dekanije Žužemberk Škofije Novo mesto.
Do 7. aprila 2006, ko je bila ustanovljena Škofija Novo mesto, je bila župnija del Nadškofije Ljubljana.

## Farne spominske plošče
V župniji so postavljene Farne spominske plošče, na katerih so imena vaščanov iz okoliških vasi (Arčelca, Babna Gora, Dolnji in Gornji Podšumberk, Log, Orlaka, Replje, Sela, Volčja Jama in Zavrh) ki so padli nasilne smrti na protikomunistični strani v letih 1943-1945. Skupno je na ploščah 67 imen.